# Лонг (поет)
Вижте пояснителната страница за други личности с името Лонг.
Лонг (на старогръцки: Λόγγος, Longos, на латински: Longus) е древногръцки писател и поет от края на 2 или началото на 3 век. Той е автор на прочутия любовен роман Дафнис и Хлоя (гр.: Δάφνις καὶ Χλόη), написан на остров Лесбос.